# Michael Smith Arentz

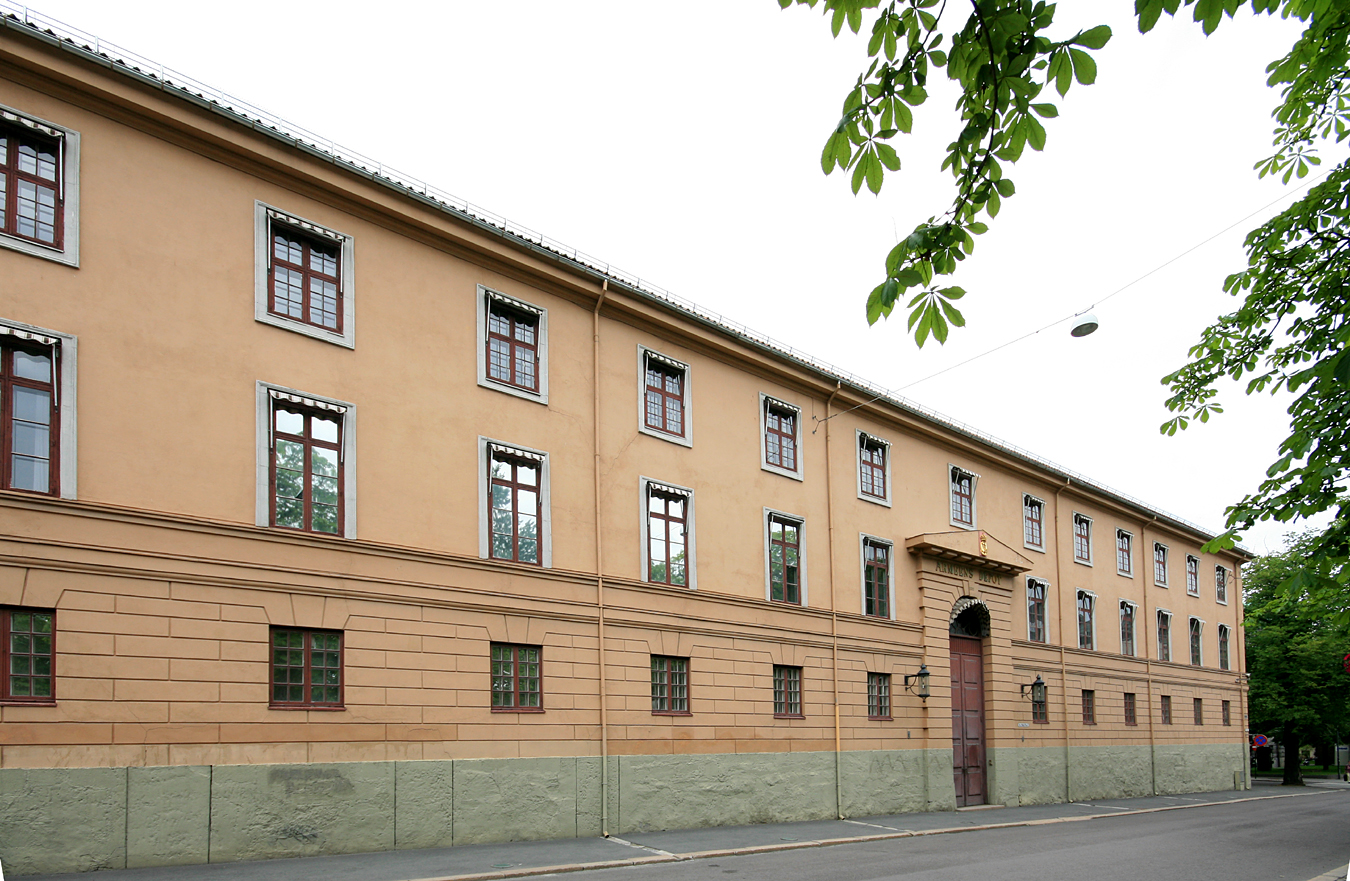
Arméns depå

Michael Smith Arentz, född 6 juni 1794 i Stavanger, död 5 september 1853 i Köpenhamn, var en norsk arkitekt.
Michael Smith Arentz var son till majoren Severin Arentz och Martha Dorothea Bull. Han utbildades i armén och tog militärexamen 1810. Han var militärarkitekt på Akershus fästning omkring 1830, och ritade bland annat Det Gamle Ridehus på fästningen (1828) och Arméens depot (1832). Intill depån byggdes åren 1833–35 en enkel men monumental kontorsbyggnad i tre våningar i empirestil, som i dag hyser Forsvarsdepartementet. Byggnaden har sedan dess fått flera tillbyggnader.
Han ritade även byggnader i Christiania, bland annat en sjukhusflygel vid Oslo Hospital.
Han var gift med Dorothea Marie Rosenberg (1799–1883).